# 格陵兰岛的诺斯人定居点

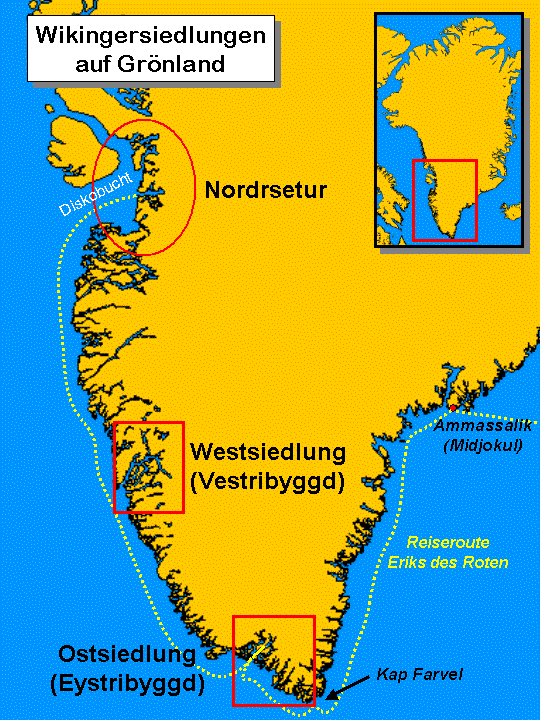
冰岛人在格陵兰的殖民地

格陵兰岛的诺斯人殖民地始建于986年，这些来自冰岛的諾斯人移民（被称作“格陵兰人”）是最早探索、定居北美洲的欧洲人。据推测他们有自己的语言（格陵兰诺斯语），與爱斯基摩-阿留申语系的格陵兰语不同。他們的定居点存续了约500年後被遗弃，其原因仍不完全清楚。

## 历史记录
关于格陵兰殖民的史料十分稀少，主要包括学者阿里·索吉尔松（Ari Thorgilsson）的《冰岛人书》（Íslendingabók）、作者不详但可能有阿里参与的《定居书》（Landnámabók）、佚名的《格陵兰史诗》（Grænlendinga saga）、《红发埃里克史诗》（Saga of Erik the Red）。其他作品还有《弗洛伊人史诗》（Flóamanna saga）、《埃纳尔·索卡松事迹》（Einars þáttr Sokkasonar）、14世纪较为小说化的《狡狐故事》（Króka-Refs saga）、《结义兄弟故事》（Fóstbrœðra saga）、《挪威列王传》（Heimskringla）中关于奥拉夫·特里格瓦松（Olaf Tryggvason）的事迹、《王鉴》（Konungs skuggsjá）以及不莱梅的亚当的著作。

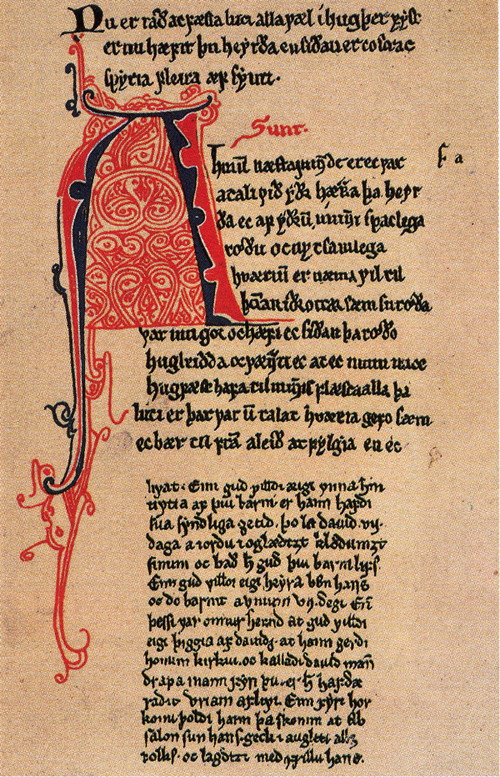
作于约1250年的《王鉴》（Konungs skuggsjá）包含格陵兰岛很多自然资源的信息，即来自当地的诺斯人定居点。

《冰岛编年史》中也有零星记载，翻译见下；此外还有一些关于格陵兰的地理笔记（Gripla、Landabók等）。3个关于诺斯人的爱斯基摩故事口口相传，19世纪由欣里希·约翰内斯·林克（Hinrich Johannes Rink）记录，并编为《爱斯基摩故事与传说》（Eskimoiske Eventyr og Sagn），1866–1871年在哥本哈根出版。这些故事是爱斯基摩人见证这段历史的唯一记录。14世纪最重要的资料是在格陵兰居住多年的伊瓦尔·巴达松（Ívarr Bárðarson）所写的描述。《斯卡达年鉴》（Skarðárannáll）虽在后期增补中有一定错漏，但也享有很高的声誉。书面资料有时颇难解，如事件年代可能是1406、1456或1460年，难以确定。
值得注意的是，没有任何明确来自格陵兰本地的文献。没有格陵兰法律汇编，没有任何类型的编年史。这种缺失在1300年后尤为明显，那时萨迦史诗的创作逐渐减少，早期事件的记载也不太可靠。
原始文献的可信度各不相同。不莱梅的亚当称赞丹麦国王斯文二世学识渊博，承认从他那学到了很多知识，但亚当对格陵兰人的描述：“像大海一样碧绿，格陵兰因此得名”显然是虚构的。Rimbert《安斯加尔传》（Vita Anskarii） 提到格里高利教皇任命不莱梅的圣安斯加尔为格陵兰特使，以及尼各老一世委托他在格陵兰传教的记载，都应是后人所伪。不过，记载中，大主教布拉格的亚德伯为冰岛和格陵兰任命第一位主教伊斯雷武尔·吉苏拉尔松（Ísleifur Gissurarson）一事是可靠的。有些记载明显是其他文献的转述。还有一部分文本虽然是伪托的，但其对格陵兰社会的描绘可能准确反映了当时状况。
阿里·索吉尔松《冰岛人书》（Íslendingabók）写道，他的信息来自自己记性很好的叔叔，曾与一位随红发埃里克航行到格陵兰的人交谈。
现代考古发现为验证这些历史记载提供了依据。

## 发现格陵兰島

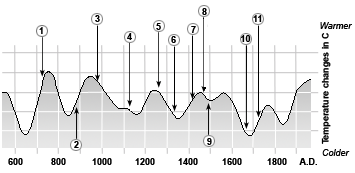
基于格陵兰深层冰芯分析和历史事件，500-1990年格陵兰温度变化图。纵轴为年温度变化（℃），横轴标注的重要事件：
1. 700-750年：晚期多赛特文化人群迁入史密斯海峡、埃尔斯米尔岛和图勒以北的格陵兰地区
2. 9世纪下半叶，诺斯人开始在冰岛定居
3. 1000年前后，诺斯人开始在格陵兰定居
4. 12世纪，图勒因纽特人迁入格陵兰北部
5. 13世纪下半叶，晚期多赛特文化要素在格陵兰消失
6. 14世纪中期，西部定居点消失
7. 1408年，赫瓦勒塞教堂婚礼，这是关于格陵兰诺斯人的最后一份书面记录
8. 15世纪中期，东部定居点消失
9. 1497年，John Cabot成为后冰岛时代首位到访拉布拉多-纽芬兰地区的欧洲人
10. 约1600年至18世纪中期的“小冰期”
11. 1721年，挪威牧师Hans Egede到达格陵兰

中世纪前期的维京扩张根植于两个主要社会特征。当时，北欧流行长子继承制，斯堪的纳维亚的新耕地和牧场因人口相对密集而无法继续开发；晚辈唯一的选择就是在既有体系之外建立自己的产业。当地社会风气恰也推崇个人的勇气、冒险精神与体质，大大推动了这种趋势。随着8世纪造船技术进步，他们也获得了探索已知世界边缘的能力。
定居格陵兰的跳板是定居冰岛。据现有估计，10世纪冰岛有约5到6万人，建立了稳定的社会结构，优质土地都已为人所有。稳定的土地分配现状，加上连续多年的歉收与饥荒，为970年代探索新的定居地创造了需求。
900年左右，航海家贡比约恩·乌尔夫松（Gunnbjörn Ulfsson）在挪威到冰岛的航行中，偏航向西部海岸，可能是今日格陵兰南端的法韦尔角附近。他看到了冰山、暗礁与荒凉、完全不宜居的景观，因此没有登陆。
红发埃里克通过联姻获得了冰岛布雷扎湾附近的Haukadal农场。因犯下谋杀罪，他被议会判决流放三年。据《定居书》（Landnámabók）记载，982年他与一同被流放的Þorbjörn、Eyjólfr、Styrr从Snæfellsnes半岛向西航行，寻找贡比约恩发现的土地。他在“中冰原”（Miðjökull，可能是今日东格陵兰的Amassalik）到达格陵兰海岸，之后向南绕过法韦尔角，寻找适合定居的土地。他在南部海岸外的一个岛上度过了第一冬，据《冰岛人书》记载他发现了定居痕迹，可能来自新爱斯基摩文化（Skrælingar）。
次年春天，埃里克继续北上，进入后来以他命名的埃里克峡湾。埃里克在峡湾尽头（约北纬61°）建立了自己的农场Brattahlíð，这里是全格陵兰气候最适宜的地区。首先建造了一个矩形木质大厅，之后进行了几次探索，一度穿越北极圈，到达迪斯科湾。第二年他返回了冰岛。
埃里克向人们承诺在“绿色之地”（即格陵兰）有茂盛的牧场和最好的定居条件，说服了约700人跟随。这个名字虽有美化的成分，但可能也不是完全不切实际。这时期，其他地区也发生了变暖，史称中世纪温暖时期。
人群组成25艘船的船队离开冰岛，据《定居书》，其中14艘到达了格陵兰海岸。最初定居者在埃里克峡湾建立的农场形成了格陵兰东殖民地的核心。

## 定居与社会形成
冰岛的文献指出，接下来14年里，至少还有3支船队到达格陵兰。格陵兰西殖民地在东殖民地以北约500公里，条件相对恶劣。到1000年时，格陵兰几乎所有气候适宜的地区都已有人定居。
诺斯人在格陵兰西南部建立了3处独立的殖民地：较大的东殖民地、较小的西殖民地、更小的中殖民地，一般视作东殖民地的一部分。据估计，这些殖民地在鼎盛时期的总人口在2千到1万之间，近期研究倾向较低的数字。考古已经确认约620处农场遗址：东部500个，西部95个，中部20个。
格陵兰与挪威、冰岛和法罗群岛不同，从未形成政治上统一的国家。红发埃里克很可能在殖民早期担任首领，他之后也没有证据表明存在首领人物。但由于Brattahlid的中心位置与传统，可以说Brattahlid的首领具有特殊影响力。14世纪开始，Brattahlid提供说法者（Lögsögumaður），尚不确定格陵兰的说法者是否与冰岛的说法者有相同职能。

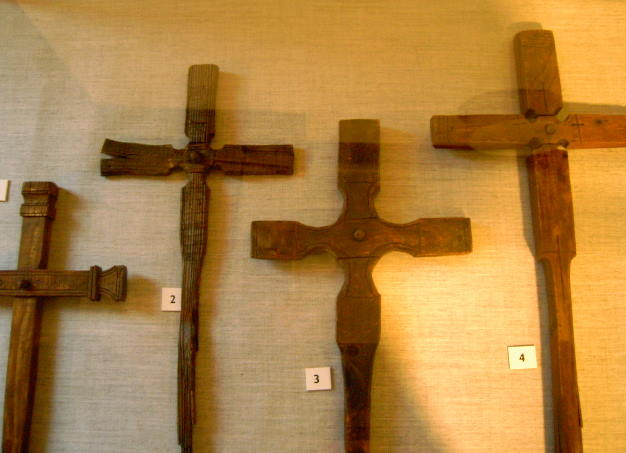
木制十字架墓葬品，Herjolfsnes出土

传统上认为红发埃里克不是基督徒，不过殖民地很快就基督化了。除了一些小型护身符，没有异教仪式的考古证据。《冰岛人书》《格陵兰史诗》一致称，最初定居时埃里克的同伴Herjólfr的船上有位来自赫布里底群岛的基督徒。《格陵兰史诗》、《挪威列王传·奥拉夫·特里格瓦松史诗》记载，埃里克之子Leifr在1000年前后将基督教带到了格陵兰；《挪威列王传》中还说他已经带有一位牧师。很多农场遗址都有基督教堂和小礼拜堂，Brattahlíð教堂同《格陵兰史诗》中的描述完全吻合：书中记载埃里克之妻Þórhildr（受洗后改名Þjóðhildr）在定居点建有一所小教堂，这使前述有牧师一说显得可信。各地的小教堂是各地的地主自己建造，因此也有权收教区的税。直到11世纪，格陵兰一直隶属于不莱梅大主教区。《格陵兰史诗》称，1118年殖民地派Einarr Sokkason到挪威说服西居尔一世为格陵兰指派一名主教。Arnaldr自1126年任格陵兰主教，据信他的遗骸在发掘Garðar教堂时被发现（一说第一任主教是卒于1209年的Jón Smyrill）。之后又陆续有几位主教，教产显著增加。到约1350年，教会拥有最大的农场和约三分之二的最肥沃的牧场。
1378年，最后一位格陵兰主教去世，指派的继任者不愿抛弃相对舒适的挪威前往苦寒的格陵兰，只得由代理主教代他前往。格陵兰的什一税仍照收不误。
缺乏统一的集权导致殖民地陷入无穷的冲突，于是格陵兰殖民地在1261年臣属于挪威。哈康四世一直也致力于此，作为回报，殖民地获得了定期的航运联系，也导致了挪威的贸易垄断。1294年，埃里克二世授予当地商人以格陵兰贸易特权，以汉萨同盟为首的其他国家到格陵兰的航运都被禁止。自此直到14世纪后半叶，每年都会来一两艘“官船”定期贸易。但这偏远的殖民地对身在丹麦的王室没什么吸引力，贸易也基本中断。这期间汉萨同盟是否填补了空白、打破了挪威的垄断，仍有待研究。

### 东殖民地

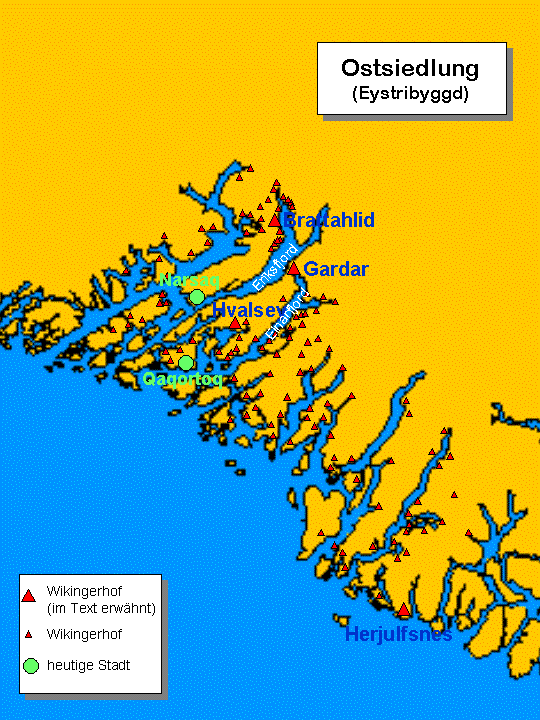
东殖民地地图

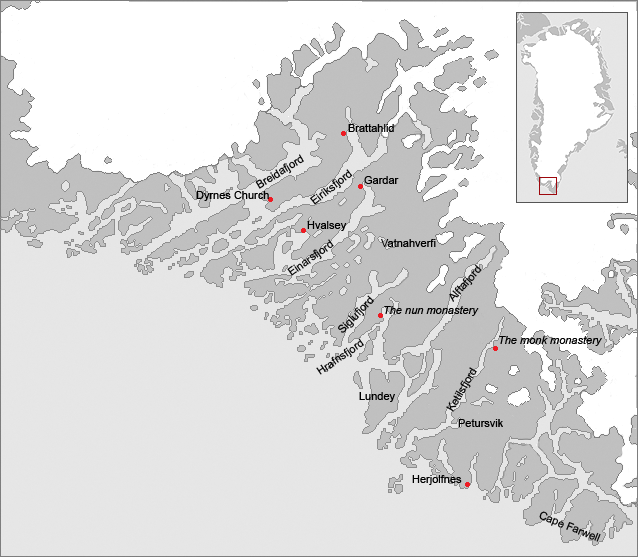
东殖民地地图，标注法院与教堂

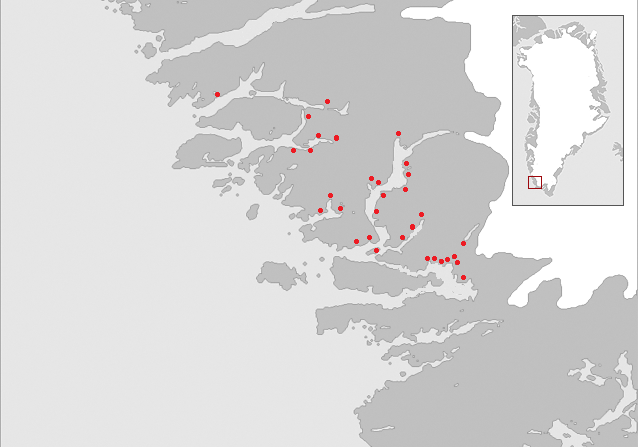
中殖民地地图

文献中，人们区分了格陵兰的两个殖民地：较大的东殖民地（Eystribyggð，今日卡科尔托克附近）和较小的西殖民地（Vestribyggð，今日努克附近），之间的海岸线上还有一些散布的农场（今日伊维图特附近，有时称作“中殖民地”）。在墨西哥湾暖流作用下，这些地区的气候基本上是整个格陵兰最适宜的。相比于需要直接进入公海狩猎捕鱼的因纽特人，农业为主的格陵兰人选择狭长峡湾末端的隐蔽地区，那里的气候条件对农业和牧场更有利。据估计，格陵兰定居的冰岛人不超过5000至6000人，大部分在东殖民地。迄今发现的有约300个农场遗址、16个社区教堂（还有几座小教堂）、1座位于Unartok附近的本笃会修道院和1座位于Tasermiut峡湾的修道院。
从20世纪50-60年代在Brattahlid和纳萨克的考古发掘，我们可以很好地了解格陵兰维京定居点的面貌。典型的格陵兰农庄（Grænlendingarhof）占地颇大，由多个建筑组成。农庄内有牲畜棚圈，饲养绵羊、山羊、牛，在殖民地早期还养有猪和冰岛马。还建有谷仓、储藏室和农舍，从遗迹可以推断出，纺织和乳制品生产是主要的经济活动。主建筑群以长屋为中心，由多个相互连通的房间组成。地基由石块砌成，上部交替使用泥炭块和石层，这种建造方法可能是从因纽特人学来的，早在萨卡克文化（公元前2400年至前900年）爱斯基摩人就已掌握这项技术。屋顶结构简单，用漂流木（或用鲸骨）搭建，外覆泥炭。由暗渠组成的渠道网络形成巧妙的给排水系统。畜棚同样用石块和泥炭建造。牛棚通常分为两个相连的空间：一间是带牛栏的牲畜棚，另一间是较大的饲料室。约1.5米厚的外墙由野外采集的石块砌成，外部还加筑了数米厚的泥炭土墙以御寒。有些石块重达10吨。较为重要的农庄还设有教堂或礼拜堂，以及类似桑拿的浴室。许多农庄在远处还有“夏季牧场小屋”（Saeter），仅在夏季用于在偏远草场收割干草，类似阿尔卑斯山区的高山牧场系统（Maiensäße）。

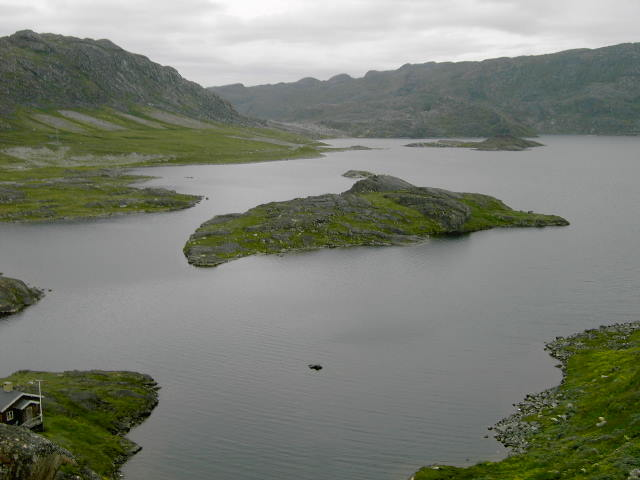
埃里克峡湾

虽然传统上称为“东殖民地”，但这些农庄实际位于格陵兰西海岸的埃里克峡湾内侧。这是因为从海岸到达这里需要沿峡湾向东行进较远距离。峡湾周围是起伏的丘陵，点缀着大小岛屿。峡湾内侧的避风处，亚北极植被在夏季蓬勃生长。即便在今天，这里仍是格陵兰气候最温和的地区。
东殖民地是格陵兰维京人最早的定居点，由192个农庄组成，坐落在绵延约100公里的埃里克峡湾内侧的避风处，直接源于红发埃里克的开拓。肥沃的土壤和丰美的牧场为畜牧业提供了良好条件。14世纪中叶，挪威牧师伊瓦尔·巴尔达松（Ívarr Bárðason）记载，气候适宜的年份甚至能结出苹果。
东殖民地包含格陵兰最大、最富庶的农庄。

#### Brattahlíð（Qassiarsuk）
埃里克的农庄Brattahlíð是东殖民地最重要的农庄，1930年代进行了考古发掘。这处庞大的建筑群包含多个相连的居住建筑，长24米的大厅作为主要的生活和集会场所；两座畜棚可容纳50头牛，从牛栏尺寸和出土的骨骸可以推断牛肩高约1.20米，比现代牛小得多。此外还保存有几座储藏室、农舍以及一间铁匠铺的地基。
主建筑群旁有段距离的地方，有Brattahlíð的土墙教堂，如今只留下稀疏的遗迹（几年前在原址上建造了一座复原建筑）。一般认为这就是Thjodhild建造的教堂。考古人员在教堂周围的墓地发掘出144具遗体，其中24具是儿童，65具是男性，39具是女性，另有16具成年人的性别无法确定。约一半的男性卒年在40至60岁之间，其中不少身高超过1.80米。许多人的骨骼显示出明显的关节炎，牙齿严重磨损。墓地中有一处集体墓穴，葬有13人。部分遗骸上留有剑砍和斧劈的痕迹，表明当时存在暴力冲突。

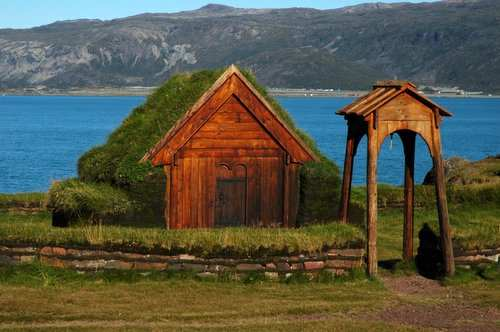
重建的Brattahlid教堂
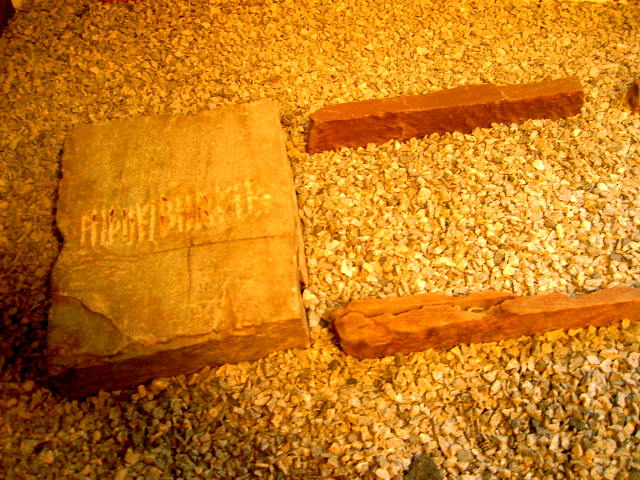
Brattahlid墓地

#### 加达
加达（Garðar，今日Igaliku）位于埃里克峡湾和艾纳尔峡湾（Einarfjord）间的一片平原，是格陵兰主教教区所在地，是教会所拥有的最大农庄，规模甚至超过Brattahlid。13世纪初建成的加达教堂（纪念圣尼古拉）如今只剩基础墙体。教堂长27米，十字形咏经席（包括侧厅）宽16米。教堂安装有青色玻璃窗和青铜钟楼，都是特别珍贵的进口品。
教堂南侧有一条铺砌的小径连接着主教住所——一处多个房间组成的建筑群，大厅16.75 × 7.75 m。农庄设有水井和两座大型畜棚，较大的一座长60米，可容纳100头牛，还有几座储藏室和农舍。这里也包括一间铁匠铺，有沼泽铁痕迹。艾纳尔峡湾边设有港口和船棚。整个建筑群共有约40座大小不一的建筑，单是这一点就足以证明加达在格陵兰维京社会中的显赫地位。

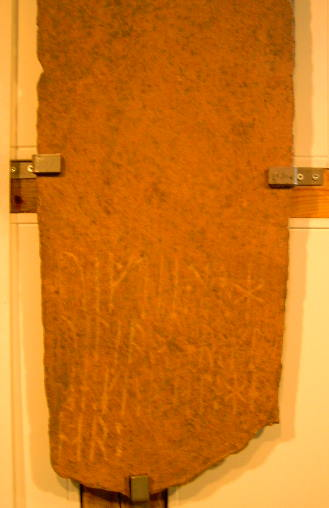
加达符石

#### 赫瓦尔塞（Qaqortukulooq）
赫瓦尔塞教堂（Hvalsey）是一座朴素的矩形教堂，是当今保存最完好的格陵兰维京时期建筑。其建成于1300年前后，位于峡湾岸边一处缓坡之上。如同古老教堂的惯例，坐东朝西。墙体厚约1.5米，由石块精心堆砌而成，可能使用黏土作为砂浆，外覆草皮。有证据表明教堂的外墙原本漆成白色。教堂西立面有一个低矮的门洞，上方设有矩形窗；东立面则有一个带有罗马式拱券的较大窗户。南墙上还有另一扇门和两个狭长的窗户。窗户壁龛向内呈漏斗状扩展，这种设计也见于不列颠群岛的早期教堂。山墙高约5米。教堂内部有几个壁龛，无装饰。现已不存的屋顶原由木材和草皮制成。教堂整体外观同法罗群岛、奥克尼群岛和设得兰群岛的教堂相似。冰岛和挪威的教堂通常是木构，这可能表明格陵兰殖民地与不列颠群岛之间保持着定期联系。这座教堂见证了格陵兰最后的有记载的历史事件：1408年9月14日，一场婚礼在此举行。婚礼的宾客们于1408年从冰岛抵达，并于1410年返回。
在教堂周围的庭院中，仅存零星的住宅、马厩、仓库和储藏室遗迹，其中一些至今未经发掘。

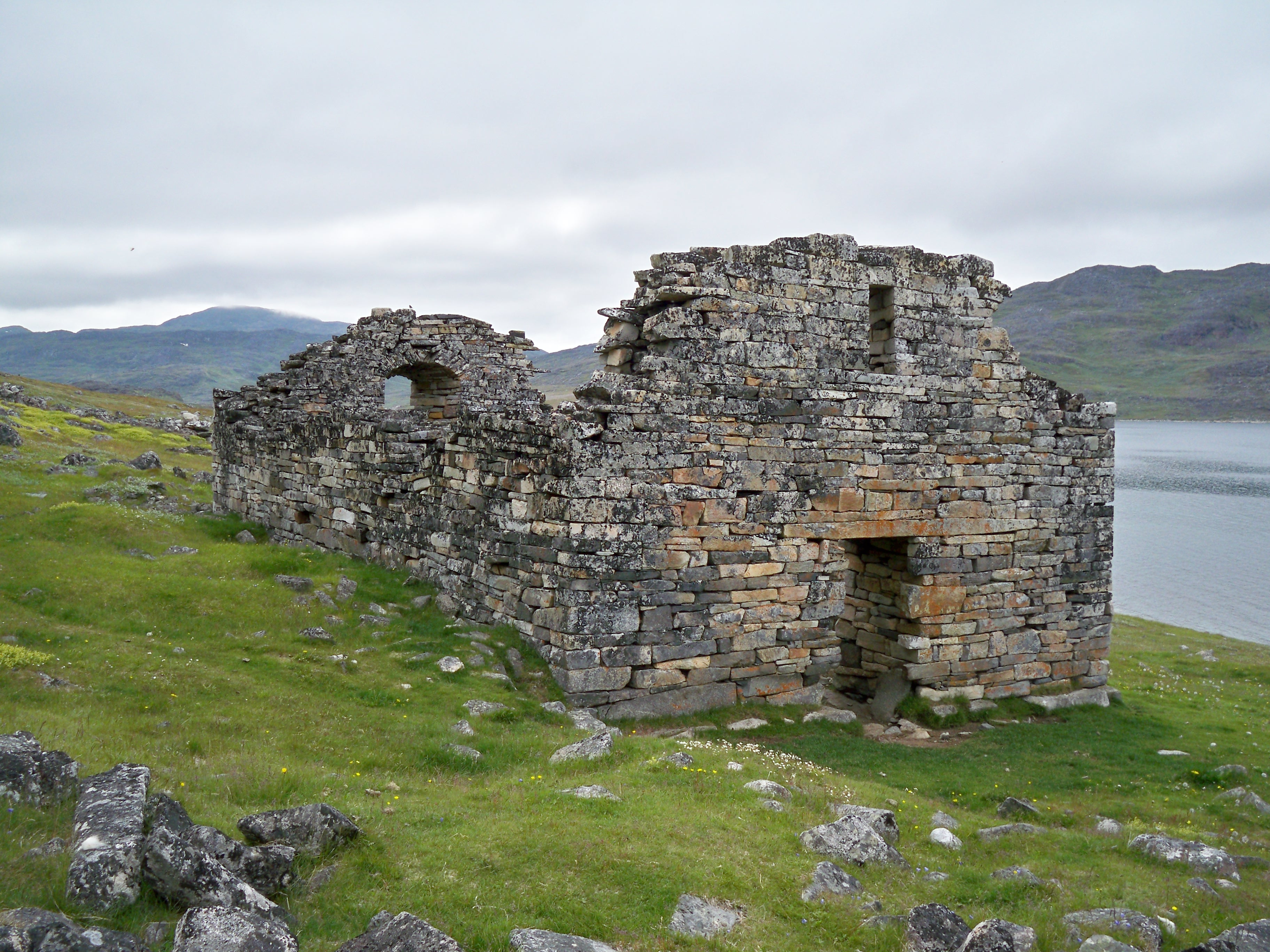
赫瓦尔塞教堂遗址

### 西殖民地

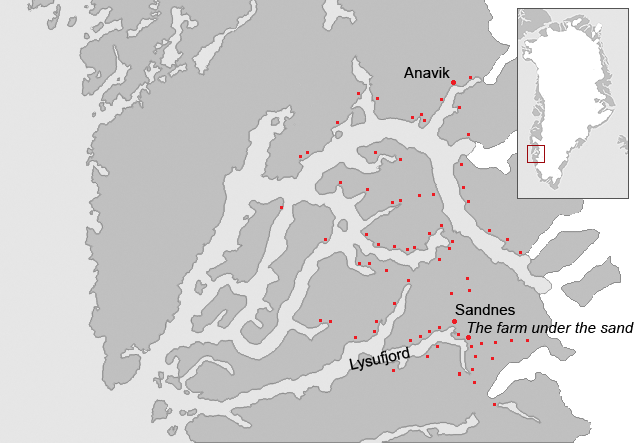
西殖民地地图

西殖民地在东殖民地以北约500km处，靠近今日的首府努克，气候相对恶劣。西殖民地规模较小，设施也较简陋，在今日的Kapisillit附近有约90个农场。

#### 沙下农场
1991到1996年，丹麦基地中心与阿尔伯塔大学合作，对西殖民地一处名为“沙下农场”的遗址进行了研究。其年代在公元1000年至1400年之间。发掘结果提供了重要的见解，帮助我们了解了维京人住宅建筑的结构特征以及居民的食物供给情况。
发掘现场位于Lysu峡湾尽头的一座山丘上，距努克约80km。这座12 × 5m的矩形住宅完全由泥炭砖建造，泥炭砖以约45度角堆叠，形成1.9米厚的墙体。屋顶由木梁（可能是浮木）支撑，上覆编织物和泥浆，最外层铺设长条泥炭。房屋中央有一长形火炉（Langeldr），两侧设有座位。北侧设有独立火炉（Maleldr）的烹饪区。
从出土的废弃物可以推断，居民饮食包括野生动物（鱼类、鸟类和哺乳动物）也包括家养动物。主要食用鱼类是北极红点鲑（Salvelinus alpinus），其次是大西洋鳕鱼（Gadus morhua）和毛鳞鱼（Mallotus villosus）。出土的鸟类骨骼主要来自雷鸟（Lagopus muta），其次是绿头鸭（Anas platyrhynchos）和绒鸭（Somateria mollissima）。哺乳动物中重要的食用动物包括海豹和驯鹿。家畜主要有绵羊、山羊和马，数量大致相当。也发现了牛的骨骼，通过牙齿可以判断活到了较大年龄，说明主要是奶牛而非肉牛。比较测量表明，这些家畜体型较小但结实。
土壤样本表明，维京人用刀耕火种的方式开垦土地，烧毁原有的桦树灌木以开辟牧场。
总的来说，考古结果表明，西殖民地的生活条件明显不如东部。

### 北猎场（Norðrsetur）

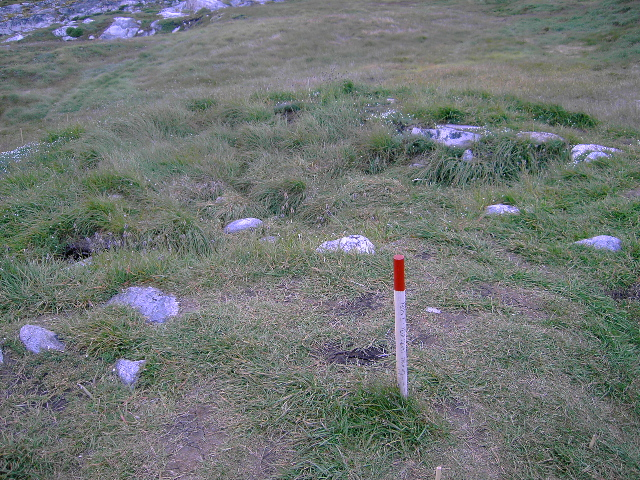
萨卡克爱斯基摩文化的猎场，迪斯科湾

北部猎场在食物供给与出口商品获取方面发挥重要作用，可能位于北纬70°左右的迪斯科湾地区。极圈内没有发现维京人的永久定居点，文献记载表明他们在夏季会进行狩猎远征。不仅是为补充必需的肉类营养，还是为获取海象象牙、一角鲸牙、海豹和北极熊皮毛、绒鸭绒毛、麝牛角和驯鹿角。从西殖民地乘划艇到达北猎场需要30天，从东殖民地需要50天。
这一地区，维京人可能同图勒文化的因纽特人有过接触。早在公元前2500年，迪斯科湾Sermermiut就有爱斯基摩文化的定居点和狩猎场的记录。
还有明确证据表明，维京人偶尔会北上得更远。1824年在北纬73°的Kingittorsuaq岛上发现了三座堆石标，其中一座嵌有一块14世纪初的12cm长Kingittorsuaq符石，记录了4月25日（未注明年份）和三名狩猎远征队员的名字。

## 生活方式、贸易、经济与食物供给

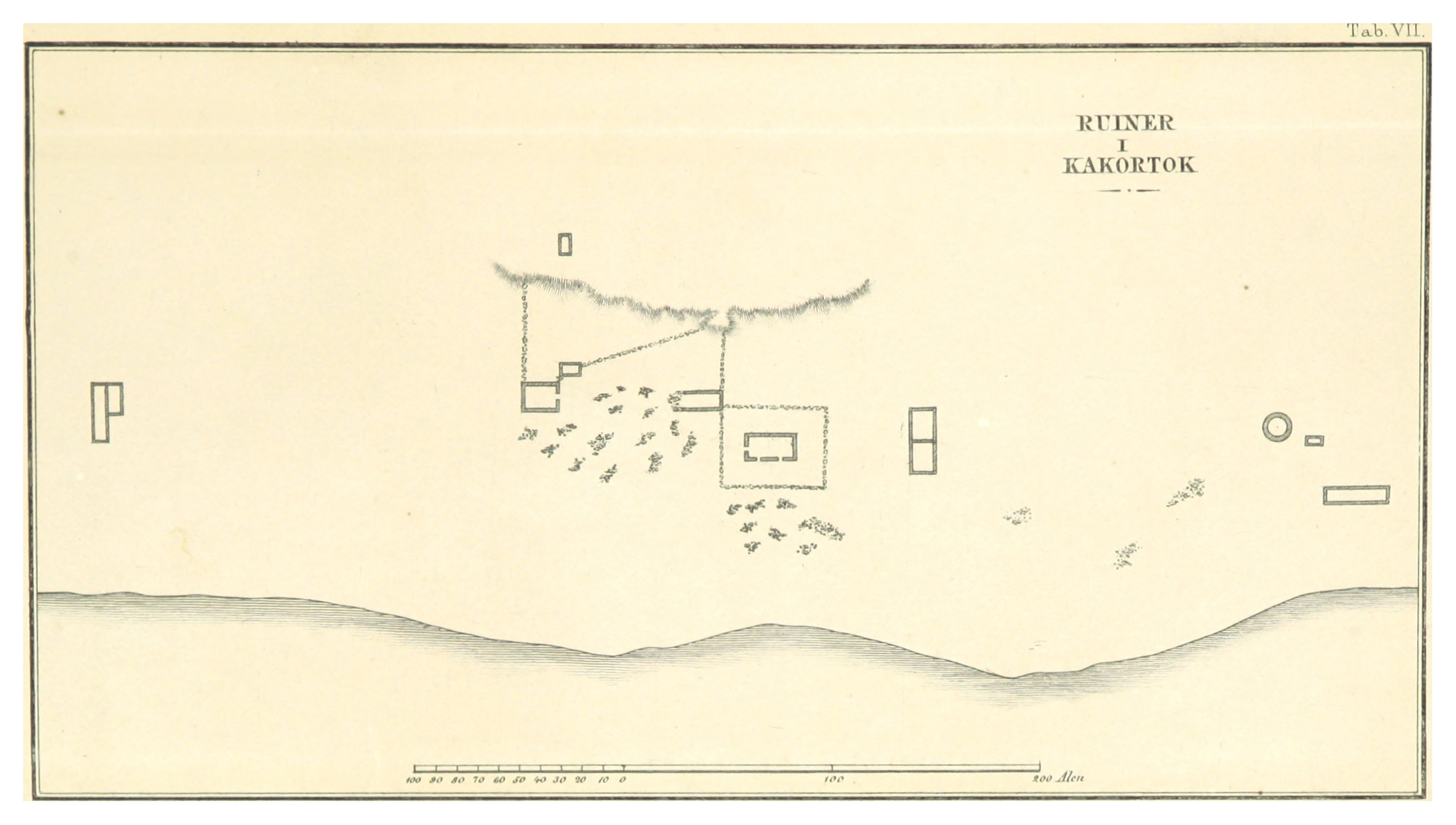
卡科尔托克定居点结构
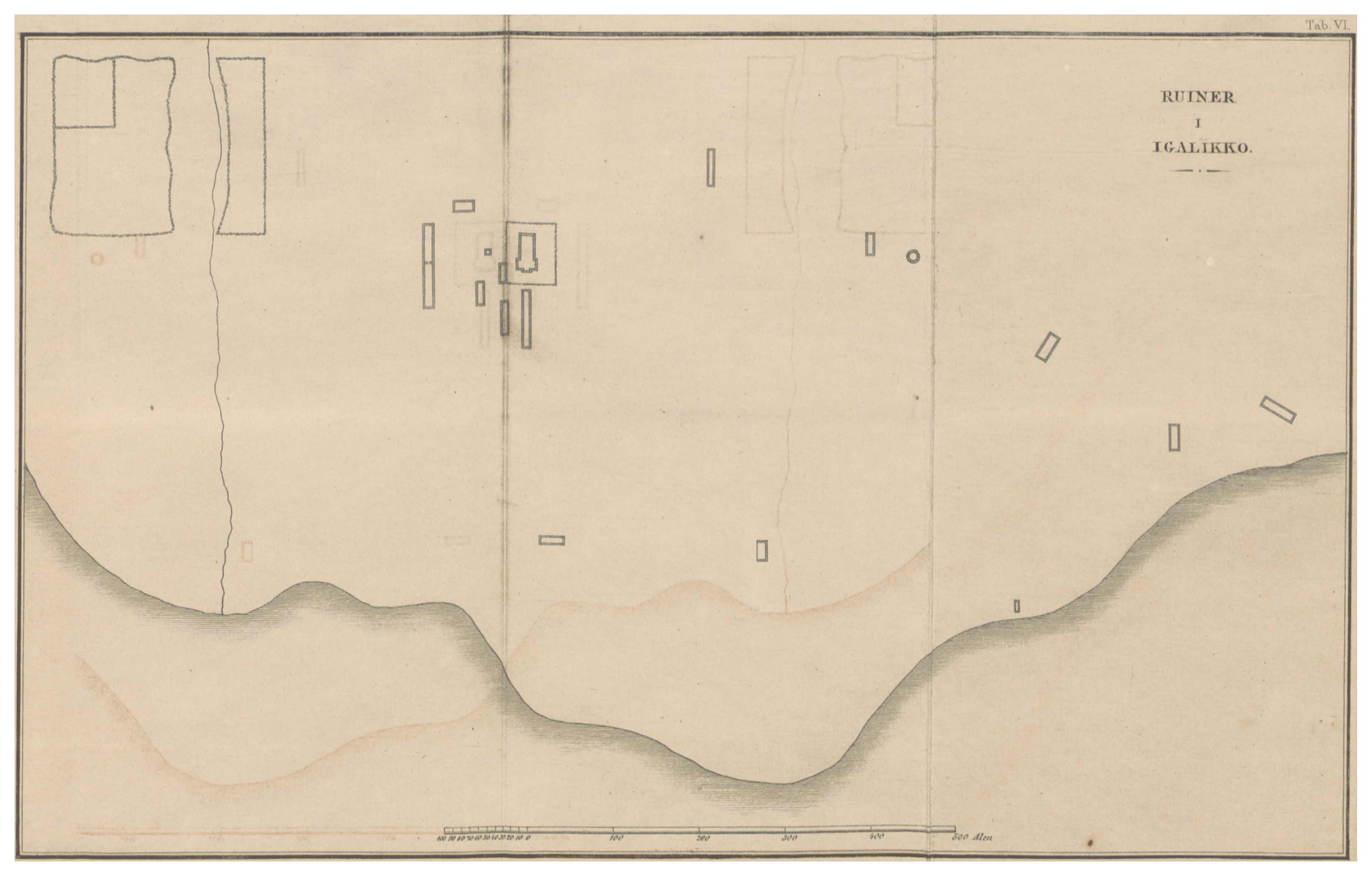
Igaliku定居点结构
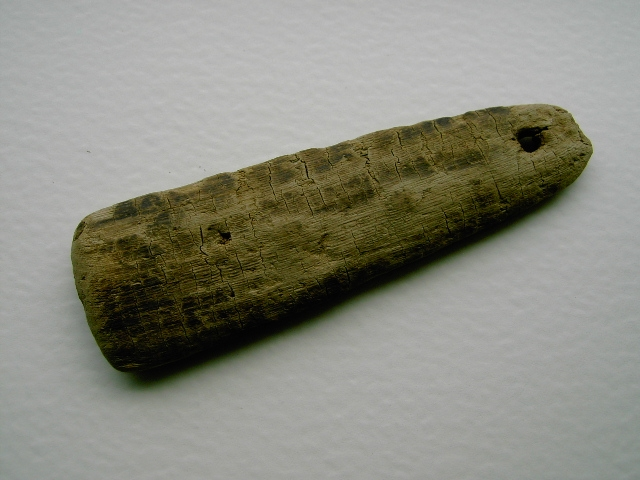
渔网浮标
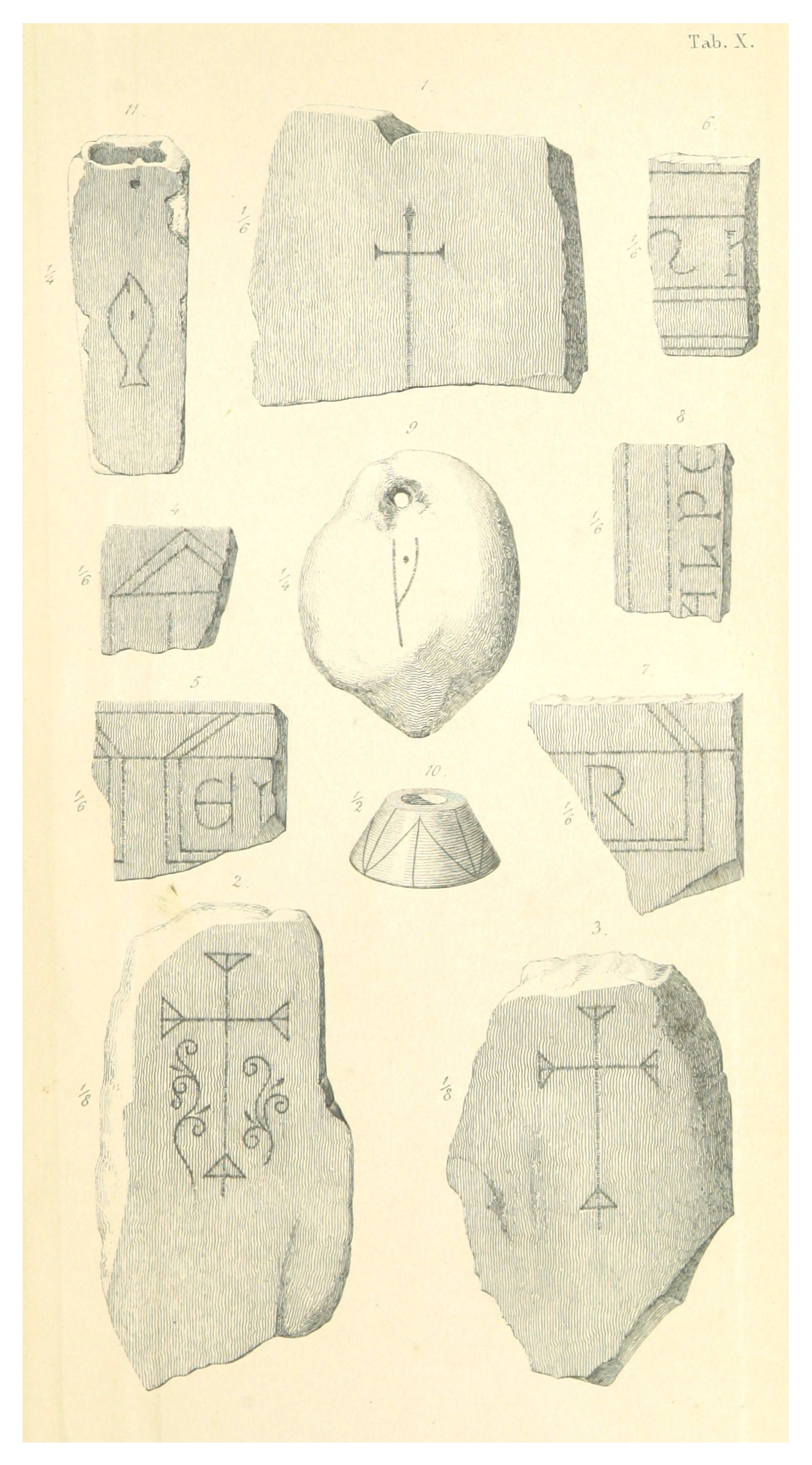
家具残片（有表示所属的刻划记号）
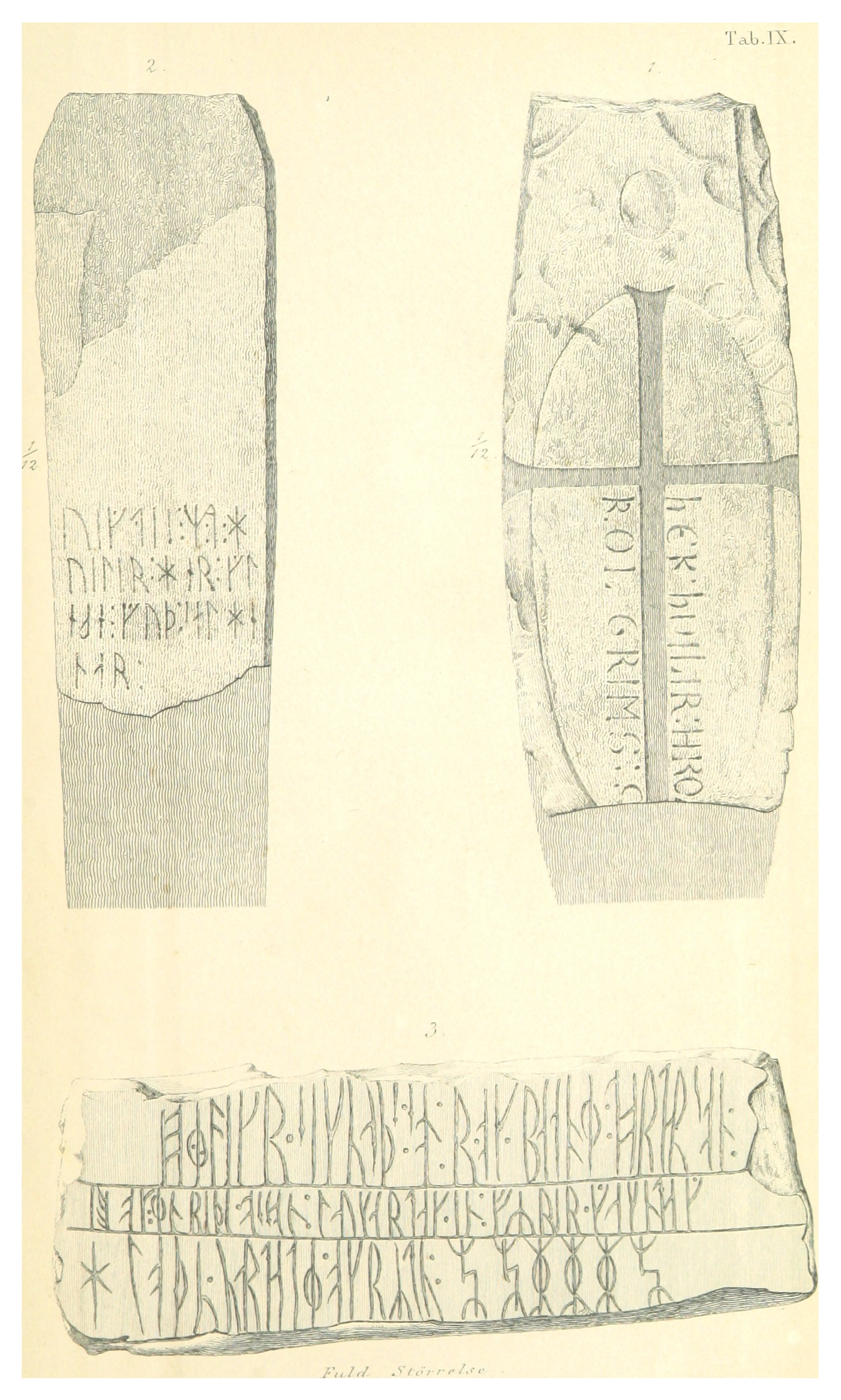
墓碑与符石

生活条件应该与冰岛相似。Brattahlid的Thjodhild教堂出土的24具儿童骨骸中，15具是婴儿，1具是3岁儿童，1具是7岁儿童，4具是11至12岁儿童。这一婴儿死亡率与1850年的冰岛相当，即使考虑到并非所有死亡的新生儿都葬于教堂。大龄儿童死亡人数少，说明生活条件良好；似乎也没有大规模传染病流行。公共墓地外的53名男性中，23人年龄在30至50岁之间。39名女性中只有3人达到这一年龄，只有1人活得更久。还有一些人的年龄无法确定，只知道超过20岁。男性平均身高171厘米，相当一部分人达到184-185厘米，女性平均身高156厘米；这比1900年前后的丹麦平均身高还要高。所有人的牙齿状况良好，虽然磨损明显，但没有蛀牙。骨骸中最常见的疾病是背部和臀部的严重痛风，有些人关节僵硬弯曲到无法平躺下葬。痛风在维京时代的斯堪的纳维亚地区普遍存在。其他疾病今已无法诊断。埋葬习俗也是挪威和冰岛传承而来：女性骨骸主要集中在教堂北侧，男性骨骸主要在南侧。离教堂越远，埋葬越浅，表明与教堂的距离取决于死者的社会地位。
格陵兰经济主要有三个支柱：畜牧业、狩猎（提供食物）以及贸易。由于畜牧业需要大片牧场，农场之间相距甚远，实际上都是自给自足的。
13世纪挪威教科书《王鉴》记载，格陵兰农民主要以肉类、牛奶（Skyr，类似凝乳的酸奶制品）、黄油和奶酪为食。纽约城市大学考古学家Thomas McGovern通过垃圾堆研究了格陵兰人的饮食，发现肉类饮食平均包括20%的牛肉、20%的羊肉、45%的海豹肉、10%的驯鹿肉和5%的其他肉类，其中在较贫穷的西殖民地，驯鹿和海豹肉的比例明显高于东殖民地。定居点发现了渔网的浮标和坠子，显然居民也经常捕鱼。
东殖民地一些农场发现的手磨表明，条件适宜的地点也种植了少量谷物，主要还是依赖进口。《王鉴》记载，只有最有实力的农场主（位置最好）才会种植一些谷物自用。
重要的维生素来源是移民带来的“Kvan”（欧当归），至今仍可在当地花园中找到。其茎和根可以制成沙拉或蔬菜。
木材长期短缺是一个问题。千年之交的格陵兰只有矮小的圆叶桦和矮柳，作为木材的用途有限，随洋流冲上岸的浮木质量也不好。因此，木材是重要（且昂贵）的进口商品。
铁制工具和武器是另一类关键的进口品。维京时代的格陵兰没有已知的矿床。由于缺乏燃料（木炭），本已不甚发达的炼铁很快就达到了极限，几乎完全依赖进口。1930年代在西殖民地发现了一把战斧，模仿铁斧的每一个细节，但是用鲸骨制成。可见铁器短缺到何种地步。
晾干与腌制是唯二的肉类保存方法。后者需要盐，也必须进口。
定居点也有一些在欧洲很受欢迎的商品：
格陵兰的海东青是非常抢手的出口品，通过复杂的贸易路线到达阿拉伯国家。一角鲸的牙在欧洲王室和贵族宫廷中受追捧，当时人们以为这种螺旋状的尖角是传说中独角兽的角，能够中和毒药。
夏季，农民会以单人或多人前往更北部的迪斯科湾地区，猎捕海象、一角鲸和北极熊，获取皮毛、皮革和象牙。这些资源除了用于制作服装和鞋子外，还可作为一种货币，同时也是最重要的出口商品。海象皮可以制成结实耐用的船索。
据13世纪的一份记载，格陵兰定居点与欧洲进行海象象牙贸易，还出口绳索、羊、海豹、羊毛和牛皮（根）。

## 与因纽特人的接触

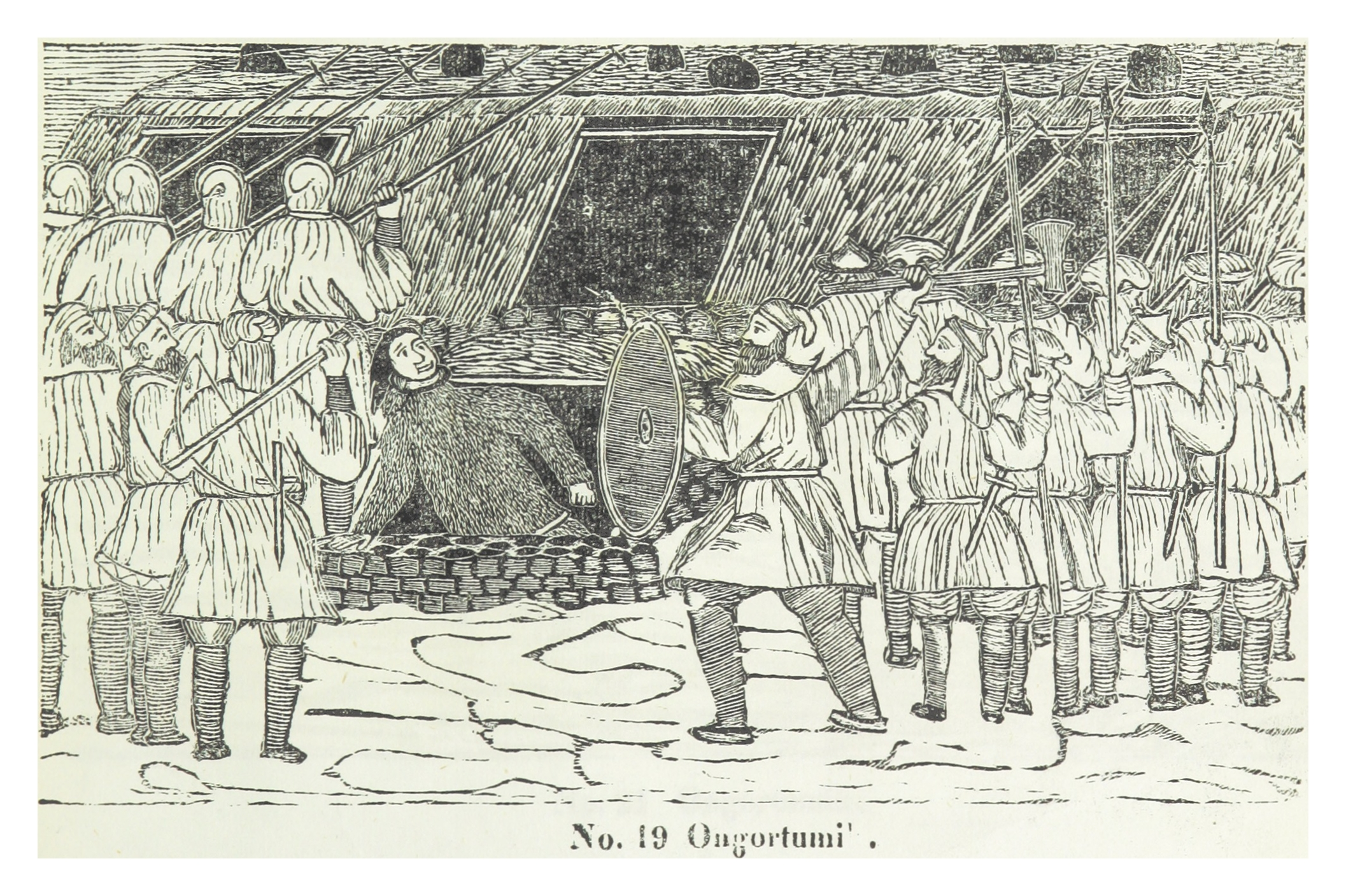
格陵兰人与因纽特人作战
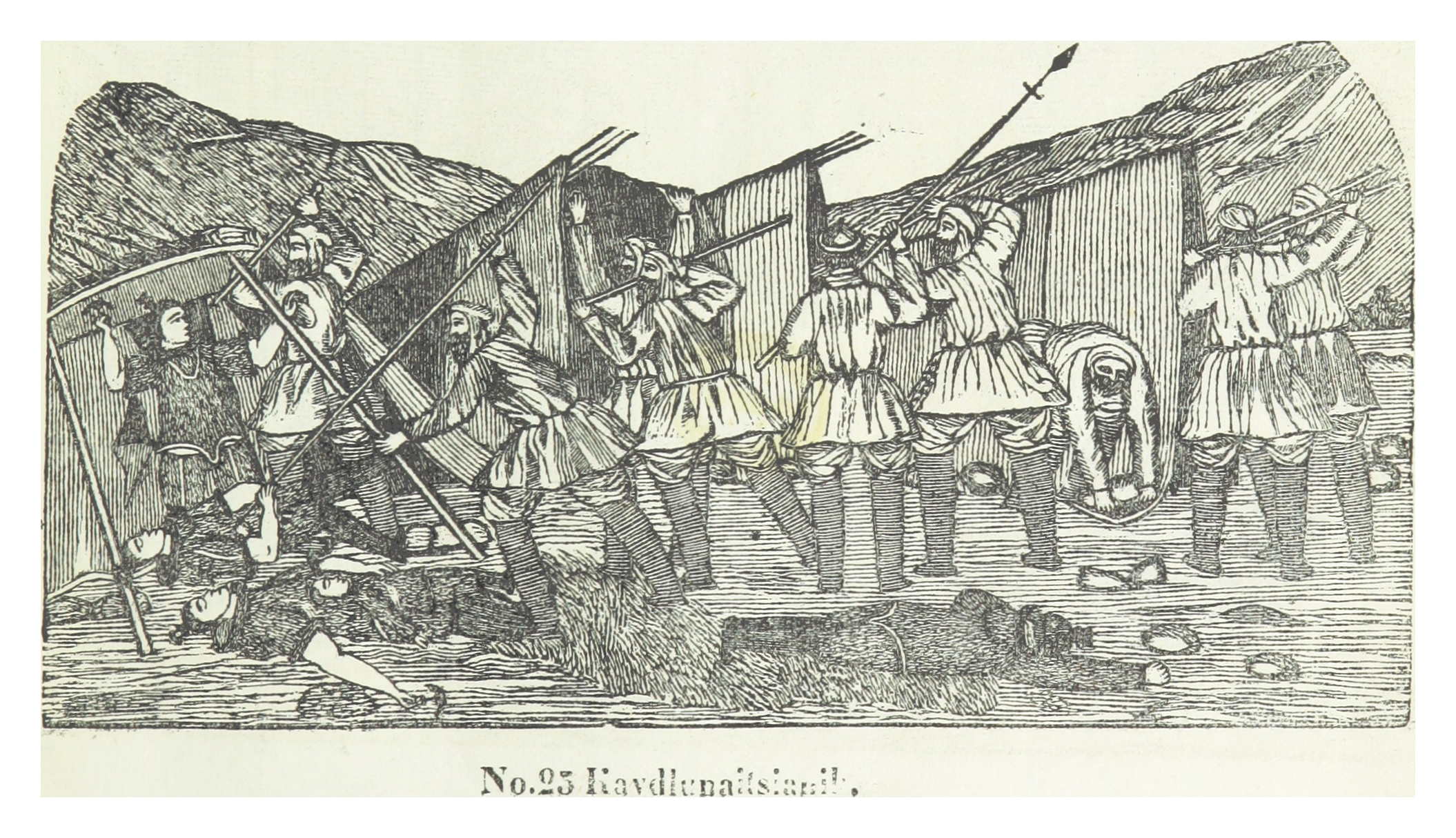
格陵兰人袭击因纽特夏季营地
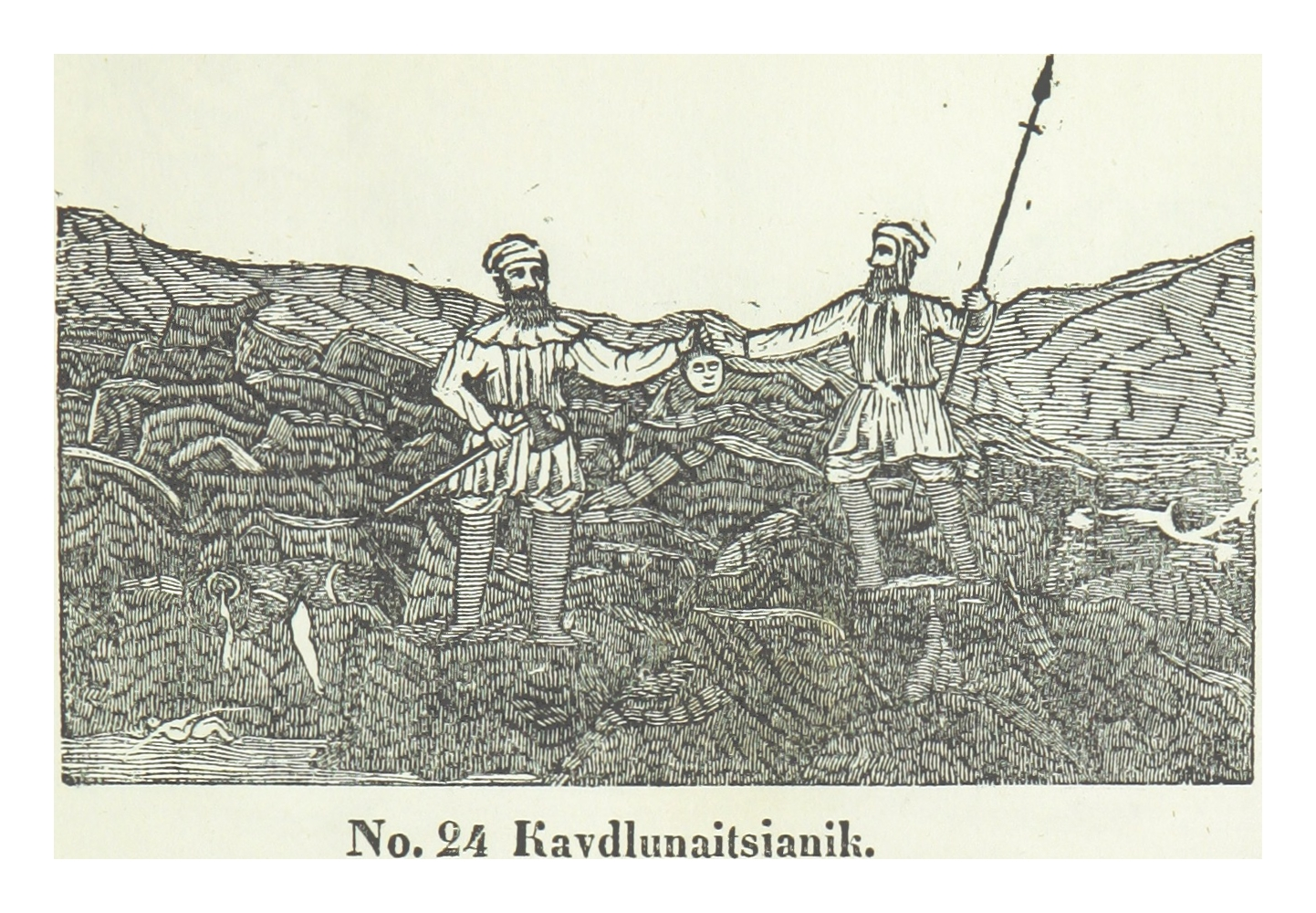
格陵兰人杀死因纽特人父子
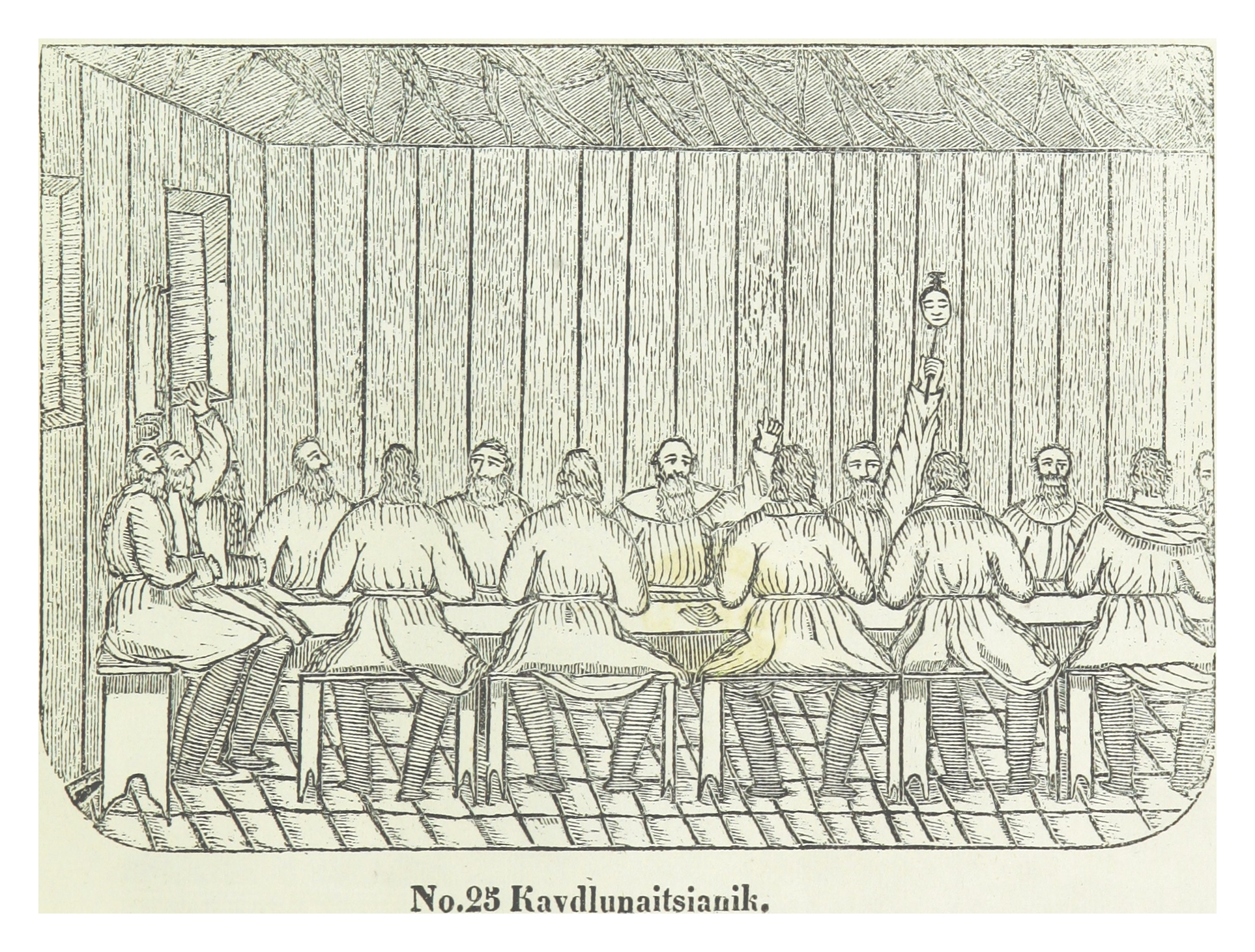
今日Julianehaab的格陵兰人庆祝某因纽特人的死
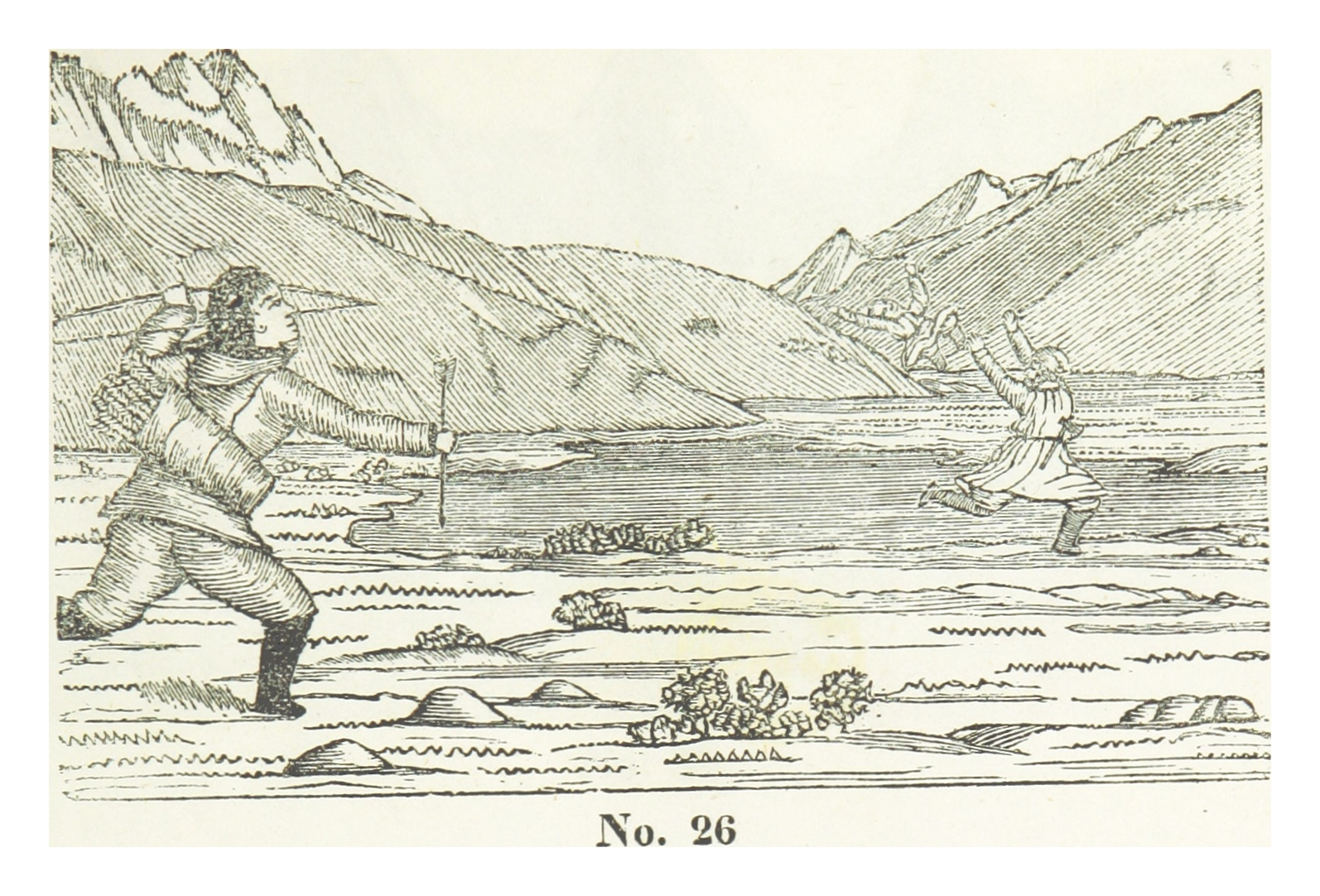
因纽特人跟踪格陵兰人
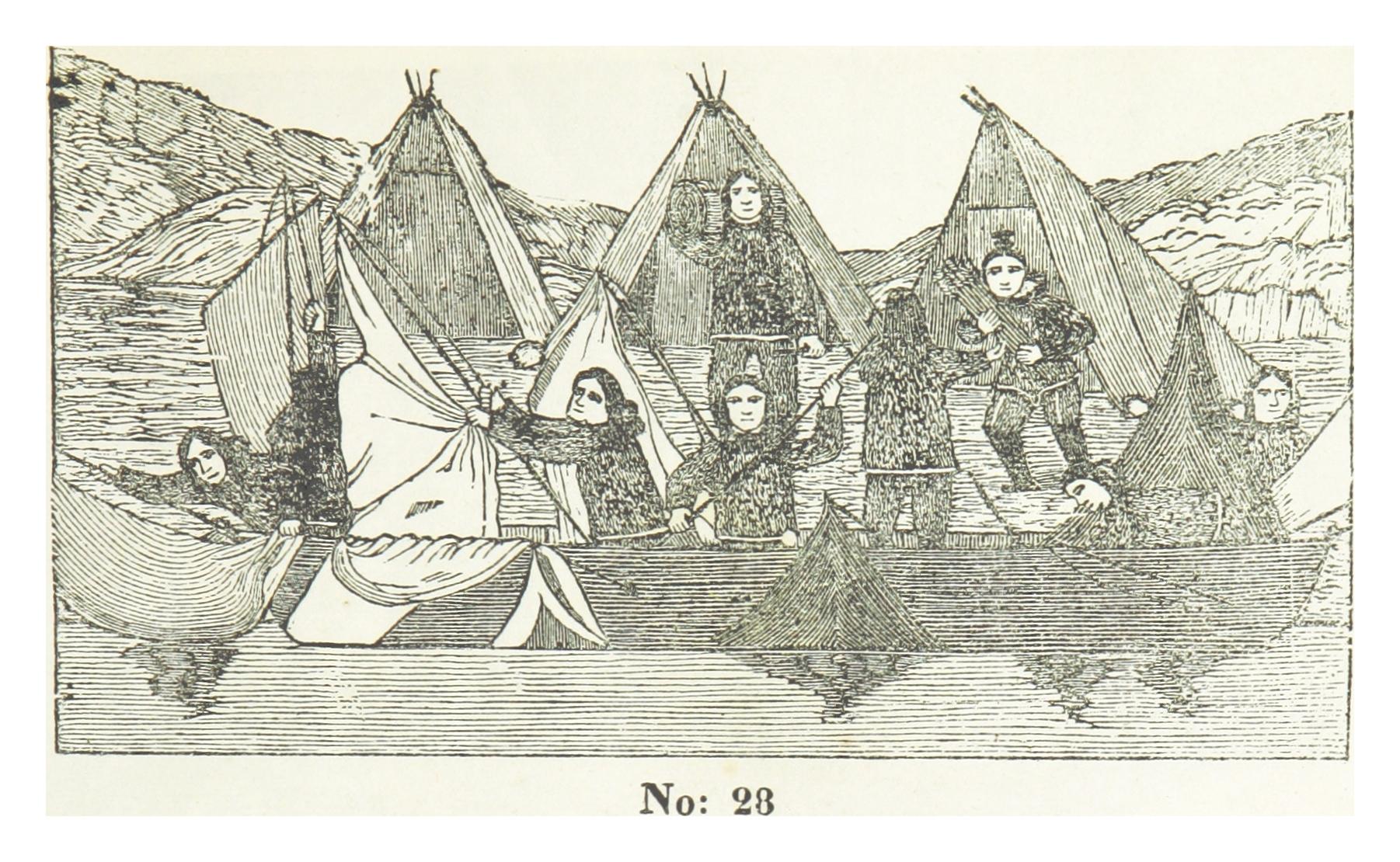
因纽特人准备同附近的Julianehaab殖民者战斗
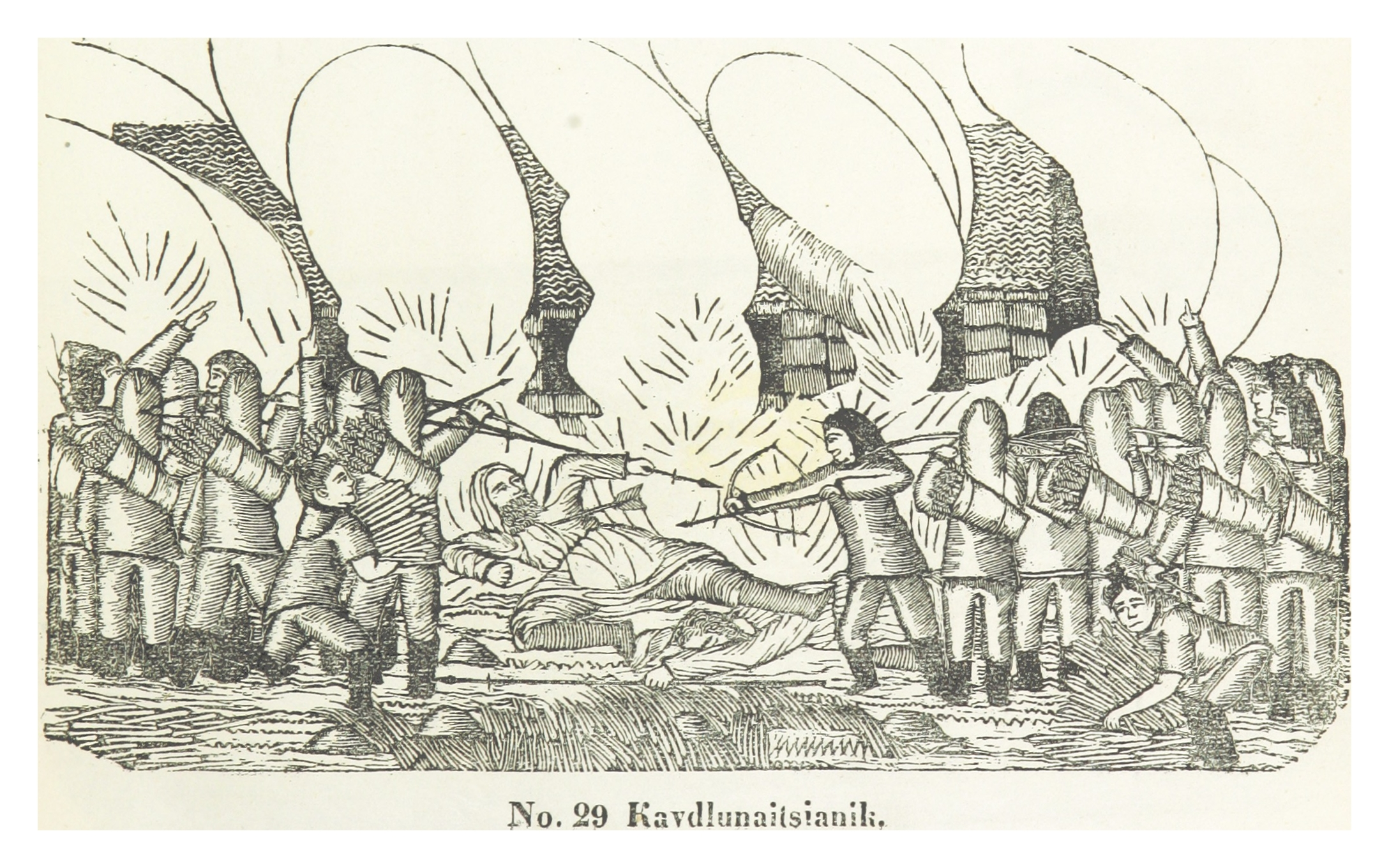
今日Julianehaab最后一个格陵兰人之死

考古和文献证据都表明，爱斯基摩文化和斯堪的纳维亚人之间有过接触，但是是定期的贸易关系，还是仅仅是偶发的接触（战争），目前仍有争议。因纽特人的口头传统直到18、19世纪才被记录下来，提到了几次军事冲突。因纽特考古遗址中多次发现斯堪的纳维亚人的物品，特别是铁器，是通过和平交换获得还是抢掠所得，目前尚不清楚。
《红发埃里克史诗》（Eiríks saga rauða）讲述了冰岛人Thorfinn Karlsefni与斯格林人（Skrælingar，因纽特人的古称）的一场战斗，他的两个手下和四个因纽特人在战斗中丧生。冰岛的《Gottskálks Annálar》记载，1379年斯格林人（Skrælingar）袭击了格陵兰殖民地，杀死18人，并俘虏了2名奴隶。然而，一些历史学家对这一记载的真实性和准确性表示怀疑。贾雷德·戴蒙德和Jørgen Meldgaard提出，文献可能实际上记载了诺斯人同北欧萨米人的冲突，或欧洲海盗对冰岛海岸的袭击。有教会文献记载了1418年的一次袭击，现代学者认为其应是因纽特人所为，但历史学家Jack Forbes指出，这次所谓袭击实际上是罗斯-卡累利阿人对挪威北部诺斯人的攻击，当地人也称此地区为“格陵兰”，现代学者将其同美洲格陵兰混淆了。考古没有发现因纽特人对诺斯人发起袭击等的证据。

## 诺斯人的撤离

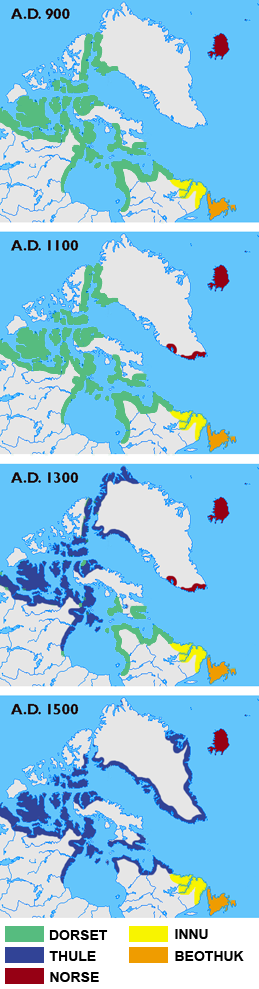
900到1500年的格陵兰殖民地

冰岛的诺斯人殖民地延续至今，而格陵兰的诺斯人殖民地在1350至1500年间被完全遗弃，同今日的丹麦裔格陵兰人没有联系。殖民地的衰落以及冰岛同北欧大陆联络的中断，似乎是个缓慢的、多因素叠加的过程。
格陵兰商船（Groenlands Knorr）曾定期往返格陵兰，直到1369年这艘穿沉没后，便再无替代。
1350至1400年间的某时刻，格陵兰西殖民地就已被遗弃。1350年，挪威牧师伊瓦尔·巴尔达松（Ívarr Bárðarson）从东殖民地航行来，发现已经无人居住，怀疑是斯格林人征服了该地并杀死了所有居民。因此，瑞典和挪威国王马格努斯七世于1355年派遣瑞典-挪威联合探险队前往格陵兰西殖民地援助定居者。队长保罗·克努特松（Paul Knutson）抵达时，却未发现任何诺斯人踪迹。
最后一艘有记载的挪威商船于1406年抵达格陵兰。船长Þórsteinn Óláfsson在格陵兰逗留数年，并于1408年在赫瓦尔塞教堂与Sigríðr Bjarnardóttir完婚。这份记载于《新编年史》（Nýi Annáll）的报告，是最后一条关于格陵兰居民的确切书面记录。此后，虽然各种编年史中仍有关于格陵兰居民的零星记载，但与欧洲其他地区的联系在文献中已无法寻觅。不过考古发现表明，这种联系是否真的完全中断仍有待商榷。
据Nicolas Germanus、Henricus Martellus所见的原始制图笔记与地图，丹麦制图师Claudius Clavus似乎在1420年到访过格陵兰。20世纪末，丹麦学者Axel Anthon Bjørnbo和Carl S. Petersen发现了两份数学手稿，包含Claudius Clavus在格陵兰考察时绘制的第二份地图。
有迹象表明，直到1480年代可能仍有欧洲船只前往格陵兰。1534年，冰岛斯考尔霍特主教Ögmundur Pálsson声称在格陵兰西海岸看到了人群和羊圈。汉堡市政档案中有一份当时的报告，记载了一艘汉萨同盟城市的克拉维尔帆船的航行。船长Gerd Mestemaker于1541年抵达格陵兰西海岸，但“找不到任何活人”。
1540年代，一艘欧洲船只在前东殖民地登陆，据称发现了一具诺斯人遗体，这可能是最后一次有关诺斯定居者的记载。
约在1540年造访格陵兰的冰岛航海家Jon Greenlander描述道：
“一个人面朝下躺在地上。头上戴着做工精良的兜帽，身着羊毛布和海豹皮制成的衣服。旁边放着一把弯曲、破旧且腐蚀的鞘刀。”
这是欧洲人最后一次（声称）见到格陵兰诺斯人，无论死活。
1585年，英国探险家约翰·戴维斯在寻找西北航道时途径格陵兰，在今日努克附近同因纽特人接触，但没有遇到任何在世的欧洲人。16、17世纪偶尔经过的捕鲸船也没有报告任何冰岛定居者后裔的踪迹。1605到1607年，丹麦-挪威国王克里斯蒂安四世资助了3次探险，试图查明定居者的命运，但都因找不到定居点无功而返。

## 衰落原因

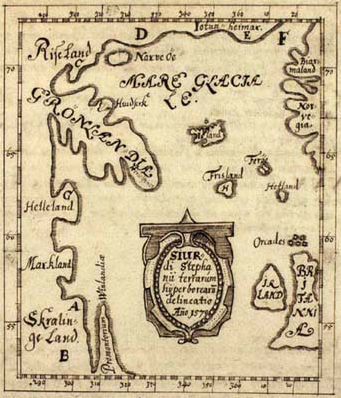
斯考尔霍特地图（1590），展示了拉丁化的北美洲诺斯地名：
• Risi之地（北欧神话地点）
• 格陵兰
• Helluland（巴芬岛）
• Markland（拉布拉多半岛）
• Skræling之地（对应位置不确定）
• 文兰岬（大北部半岛）

从今天的角度来看，格陵兰诺斯人的衰落很可能是多种不利因素共同作用的结果。这些因素相互影响，最终在15世纪后导致了社会崩溃。

### 政治原因
- 图勒人文化大约在公元900年出现在阿拉斯加，1000年开始向东扩张，取代了较原始的多尔塞特文化。1100年后，这也迫使格陵兰最北端的因纽特人迁徙。之后几百年中，图勒文化的传播者也开拓了此前无人居住的格陵兰海岸。到15世纪左右，整个北极寒带海岸都有了人类居住的痕迹。格陵兰诺斯人与爱斯基摩文化的接触是确定的，虽有冲突记载，但两者关系的性质和程度仍有争议。有可能因纽特人占领了日渐衰落的定居点并杀死了居民，这至少是关于西殖民地衰亡的一种推测，但不是东殖民地被遗弃的唯一原因。
- 贸易衰退使殖民地不能获取重要商品，特别是木材和铁器。由于缺乏造船的材料，格陵兰人无法自建船只来弥补这一缺口。这一论点在1950年代就受到质疑，有学者提出汉萨同盟可能填补了这一空白[34]。考古学家Niels Lynnerup对此持相反意见：直到15世纪，当地的葬礼习俗都与冰岛相似。Jette Arneborg指出，直到定居点消失前，其服饰都跟随北欧其他地区的时尚，表明并非与世隔绝。
- 一说海盗活动，尤其是粮食兄弟会的袭击，导致最后的定居者遇害，农场被抢掠。一般援引1448年一封教宗训令和其他不太可靠的史料。确实有历史记载证实粮食兄弟会在1429年袭击并抢劫了防卫森严的卑尔根，但袭击防卫松懈的格陵兰收益太少。目前没有任何关于此类行动的书面记录，这一观点现已不再被学界重视。
- 弗里乔夫·南森曾提出定居者可能存活下来、与因纽特人通婚，此说已被基因分析否定。
- 于俄罗斯海象和非洲大象象牙的涌入，象牙在欧洲的价值下跌[35]，可能迫使北欧猎人过度捕杀海象种群，从而危及自身生存。[36]

### 生存条件恶化
- 15世纪以来，气候条件急剧恶化。1400年至1850年间的小冰期使格陵兰的气温比现在低0.5至1°C。[37]对于本就处于生存极限的农业社会，显著的温度下降造成了灾难性后果。频繁的歉收与持续的饥荒可能逐渐导致殖民地的消亡。Poul Nørlund在Herjulfsnes墓地的发现很能说明问题：14世纪末和15世纪初的骨骸明显比Brattahlid墓地出土的早期遗骸要小：男性很少高于1.60米，女性平均身高仅1.40至1.50米。较多的儿童墓葬表明儿童死亡率很高。大多数骨骸都有缺陷，如脊柱弯曲或骨盆狭窄，佝偻病症状普遍。不过，人类学家Niels Lynnerup认为“营养不良导致灭绝”还缺乏充分证据。[38]考古学家Jørgen Meldgaard在西殖民地发现了储备充足的食品储藏室和设备，并不支持营养不良的说法。[39]
- 有观点认为东风夜蛾（Eurois occulta）的扩散有一定影响，但证据仅限于西殖民地的Anavik农场。[40][41]
- 地理学家贾雷德·戴蒙德认为，过度放牧导致的土壤侵蚀、铁和木材等原材料的缺乏、与因纽特人的冲突，以及格陵兰诺斯人保守的态度（使他们未能采用因纽特人的鱼叉之类技术），再加上气候变化等因素共同作用，导致殖民地消亡[24]。可能在980年代最初登陆时，南部峡湾的低地还覆盖着高大的灌木，周围的山丘长满草木（如今日Qinngua谷地），但这尚未得到确认。[42]如果这一假设成立，那么诺斯人可能砍伐树木作为建材与燃料、夏冬两季牧羊，清理了这片景观；由此，土地失去了天然植被覆盖，随后的土壤侵蚀可能成为殖民地消亡的重要因素。如对西殖民地羊的牙齿分析也表明存在过度放牧现象。[43]
- 最近的研究（2022年）认为主要原因不是寒冷，而是日益加剧的干旱，导致无法为牲畜提供充足的饲料，从而威胁到主要的食物来源。证据有定居点地区沉积物岩芯和灌溉渠遗迹。[44]缺水与戴蒙德所说的过度放牧相吻合，因为这会使牧场面积缩小，生产力下降。
- 1402到1404年，黑死病首次袭击冰岛，导致约半数人口死亡——但没有证据表明传到了格陵兰。[45]1359年卑尔根爆发了瘟疫，1408至1414年间冰岛又遭受了鼠疫。由于格陵兰的贸易完全通过卑尔根和特隆赫姆进行，且与冰岛持续联系，丹麦-挪威历史学家路維·郝爾拜推断瘟疫也传到了格陵兰，并促成殖民地的衰落。Narsarsuaq附近有一处乱葬岗，目前尚不清楚这是否可以视为瘟疫的确凿证据，因为当地可能缺乏瘟疫传播所需的条件。

### 移民
丹麦科学家2013年的考古发掘显示，格陵兰诺斯人改为捕猎海豹，很好地适应了恶化的气候。海豹肉占他们饮食的比例高达80%；更耐寒的羊取代了牛群。定居点的废弃是多个因素造成的：为生存而放弃传统生活方式、转而效仿因纽特人，削弱了定居者的身份认同。海象牙和海豹皮的需求骤减，导致几乎没有商船再带着急需的木材和铁器前来。许多年轻力壮的居民离开格陵兰，直到定居点被有计划地遗弃。黑死病和农村人口外流严重减少了冰岛和挪威的人口，为移民提供了更好的定居土地。Arneborg也认为，气候和经济条件的恶化促使他们迁往冰岛或斯堪的纳维亚。

## 发现与研究史

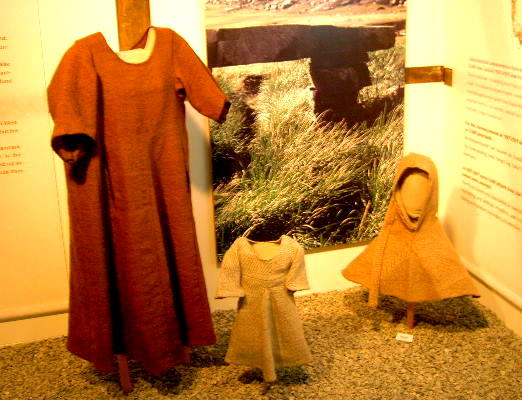
格陵兰人服饰复原

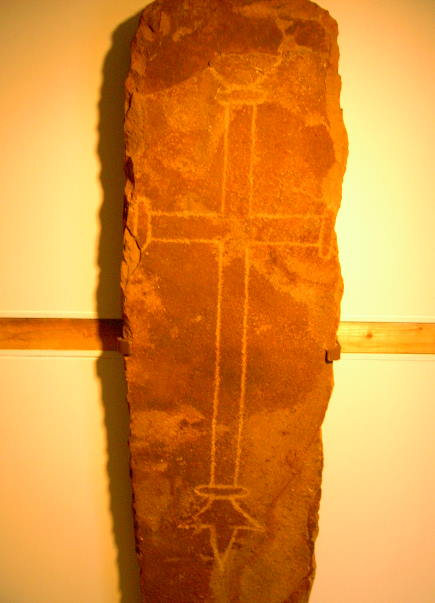
东殖民地基督徒墓碑

除了众所周知的文献证据外，格陵兰冰岛定居点的第一个实物证据可能是英国船长约翰·戴维斯于1586年在东部殖民地发现的一块刻有基督教十字架的墓碑。随后，捕鲸者又发现了更多的坟墓和遗骸。
格陵兰“金发人”的记忆从未消失。16、17世纪，曾有人试图与殖民地进行交流，特别是将被认为已经叛教的格陵兰人“带回教会的怀抱”。